# 木里橐吾
木里橐吾（学名：Ligularia muliensis）为菊科橐吾属的植物，是中国的特有植物。分布于中国大陆的云南等地，生长于海拔3,800米至3,900米的地区，多生于林下、草坡及灌丛中，目前尚未由人工引种栽培。